# Bad Schwanberg

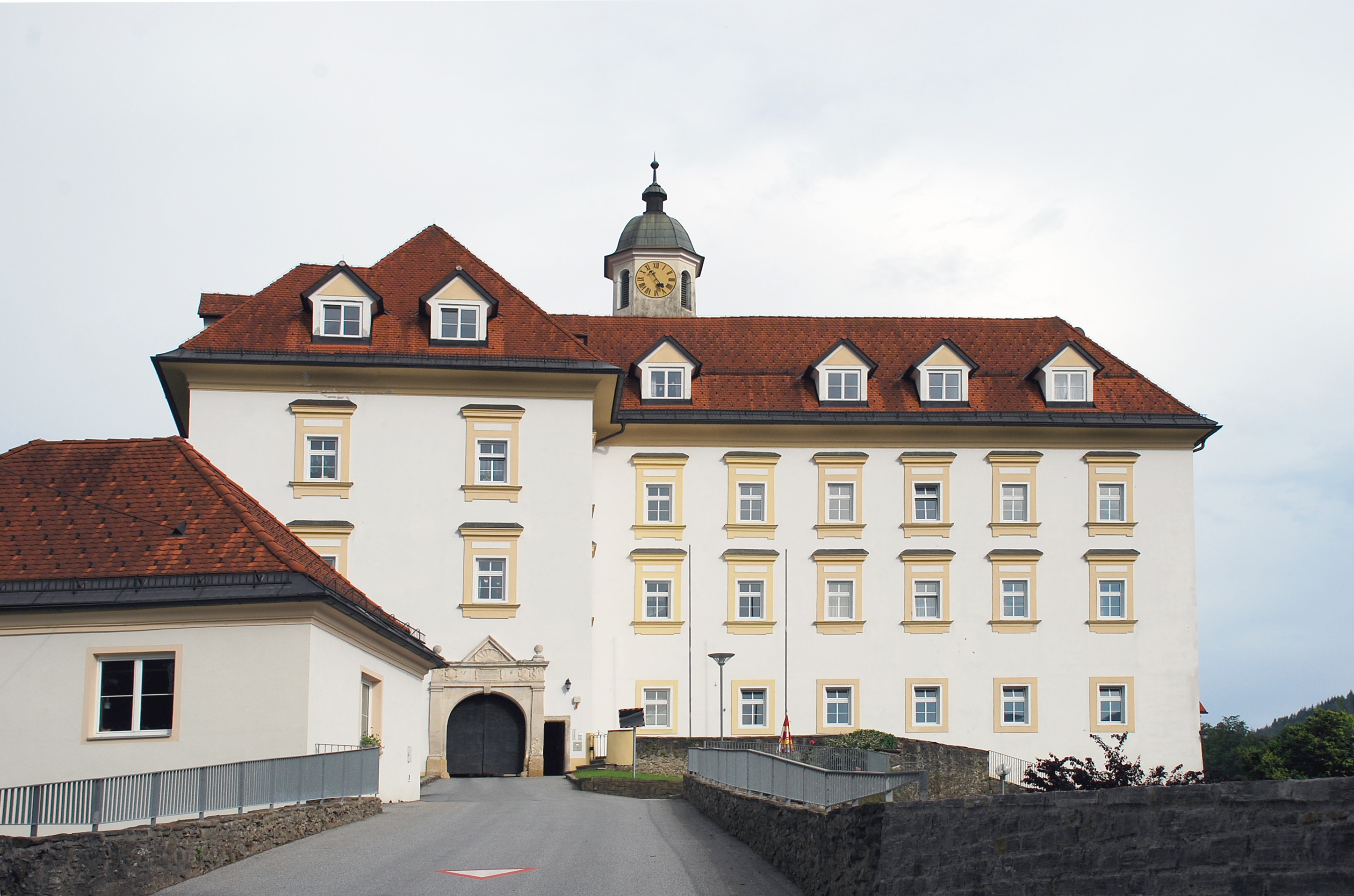
Westfront des Schlosses Schwanberg

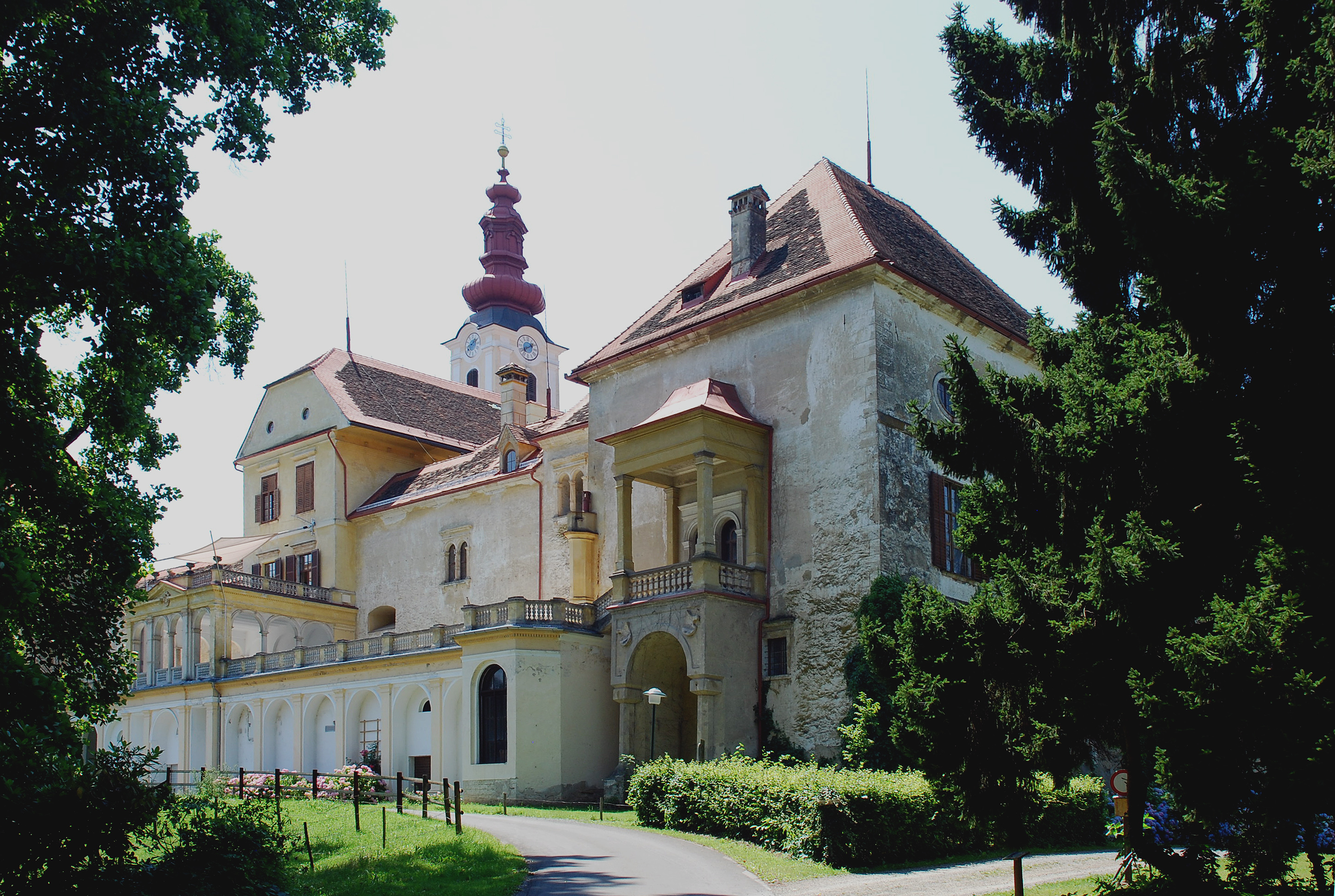
Schloss Hollenegg

Die Marktgemeinde Bad Schwanberg (bis März 2020 Schwanberg) mit 4421 Einwohnern (Stand 1. Jänner 2025) liegt im Bezirk Deutschlandsberg in der Weststeiermark. Im Rahmen der steiermärkischen Gemeindestrukturreform ist sie seit Anfang 2015 mit den ehemaligen Gemeinden Hollenegg, Gressenberg und Garanas zusammengeschlossen und führte bis Ende 2019 den Namen Schwanberg weiter. Grundlage dafür ist das Steiermärkische Gemeindestrukturreformgesetz – StGsrG.
Bad Schwanberg ist wegen seines Moorbades als Kurort bekannt, die gesamte Gemeinde ist Kurzone.

## Geografie
Der Markt Bad Schwanberg liegt am Fuße der Koralpe auf einer Meereshöhe von 431 m im Tal der schwarzen Sulm. Er liegt an der Gabelung zweier alter Straßen über die Koralm, einer alten Weinstraße (Kirchengasse) und der Garanasstraße.

### Gemeindegliederung
Die Gemeinde besteht aus zwölf Katastralgemeinden und gliedert sich in dreizehn gleichnamige Ortschaften (Fläche Stand 31. Dezember 2023):
- Aichegg (282,07 ha, 403 Ew.) mit den weiteren Ortsteilen Grünberg, Haderberg und Rettenberg
- Garanas (5.226,4 ha, 164 Ew.)
- Gressenberg (3.478,32 ha, 266 Ew.) mit Glashütten, Gressenberg Schattseite und Gressenberg Sonnseite
- Hohlbach (230,71 ha, 288 Ew.) mit Riemerberg
- Hollenegg (231,85 ha, 206 Ew.)
- Kresbach (263,1 ha, 393 Ew.) mit Eden
- Kruckenberg (in KG Neuberg; 58 Ew.) mit Unterkruckenberg
- Mainsdorf (566,56 ha, 575 Ew.) mit Großgraden, Kleingraden, Obermainsdorf, Schöglberg und Untermainsdorf
- Neuberg (319,19 ha, mit Kruckenberg; 212 Ew.) mit Oberneuberg
- Oberfresen (757,14 ha, 78 Ew.) mit Sankt Anna ob Schwanberg
- Rettenbach-Hollenegg (192,14 ha), Rettenbach, nicht zu verwechseln mit der KG 61052 Rettenbach-Kloster im benachbarten Deutschlandsberg, (137 Ew.) mit Kleinobl
- Schwanberg (637,35 ha, 1314 Ew.) mit Untere Kalkgrube
- Trag (239,24 ha, 327 Ew.) mit Hoferberg

### Eingemeindungen
- Am 1. Jänner 1969 wurde die Gemeinde Mainsdorf eingemeindet.[10]
- Am 1. Jänner 1975 wurde die Gemeinde Kruckenberg auf die (heute ehemaligen) Gemeinden Hollenegg und Trahütten aufgeteilt.
- Am 1. Jänner 2015 folgten die Gemeinden Garanas, Gressenberg und Hollenegg.

### Nachbargemeinden
Eine der fünf Nachbargemeinden liegt im Kärntner Bezirk Wolfsberg (WO).
|                                 | Deutschlandsberg                            | Frauental an der Laßnitz |
| Frantschach-Sankt Gertraud (WO) | Kompassrose, die auf Nachbargemeinden zeigt | Sankt Peter im Sulmtal   |
|                                 | Wies                                        |                          |

## Geschichte

### Archäologische Fundstellen
Im Osten und Süden von Bad Schwanberg befinden sich mehrere archäologische Fundstellen, die bereits im 19. Jhdt. eingehend untersucht wurden. Es handelt sich dabei um Gräber aus der Römerzeit und den nachfolgenden Jahrhunderten, die – wie auch die Grabhügelgruppen in der Gemeinde St. Martin im Sulmtal – eine Besiedlung des Gebietes belegen.

### Tanzboden, Vorderer und Hinterer Turm: das Gelände der Altburg Schwanberg
Am „Tanzboden“, der höchsten Stelle des Schwanberger Burgberges,
befand sich seit dem 10. Jhdt. eine Burg. Sie wurde um 1580 abgetragen und das Gelände eingeebnet. Der vordere Turm, auch „Metnitzer Turm“ genannt, befand sich an der Stelle der Josefikirche und war ebenfalls ein Teil dieser Anlage. Seine Reste wurden um 1685 als Teil der Kirche weiter verwendet und bilden heute den Chorraum im Ostteil dieser Kirche. Ein „Hinterer Turm“ wird einerseits mit der Burg Spangstein gleichgesetzt, andererseits auf der Amtmannhöhe westlich des Geländes der Altburg angenommen. Er wird auch an der Straßenabzweigung des Weges zur Burg vermutet. Von ihm sind keine Reste mehr erkennbar. Mit den anderen Baumaterialien der Altburg wurde das heutige, aus der Renaissancezeit stammende Schwanberger Schloss ausgebaut.
Bei Ausgrabungen ab 2004 stieß man auf die Reste der alten Burganlage. Die Grabungen ergaben mit Resten einer Ringmauer und eines Rundturms Hinweise auf eine eindrucksvolle spätmittelalterliche oder frühneuzeitliche Festung. Ob diese Befestigungsanlage jemals fertiggestellt werden konnte, ist offen. Es wurden auch Belege dafür gefunden, dass die Anlage auf dem Platz einer viel älteren Burg errichtet wurde.
Die Ergebnisse der Ausgrabungen 2004 bis 2012 werden in einer Dissertation am Institut für Archäologie an der Universität Graz aufbereitet.

### Marktbefestigung Schwanberg
Reste der Befestigung des Marktes Schwanberg befinden sich im Osten des Ortes im Gebiet der heutigen Raiffeisengasse: Dort steht ein Rundturm (Rondell) mit einem Durchmesser von 5,5 Metern und einer Mauerstärke von 90 cm. Es wird in das 15. Jahrhundert datiert.
Nach der Vierteleinteilung der Steiermark 1462 die aus militärischen und finanziellen Gründen durch den Leibnitzer Generallandtag eingeführt worden war, lag Schwanberg wie die gesamte Weststeiermark im „Viertel dieshalb der Piberalm“: Das war das Gebiet südlich der Gleinalm und westlich der Mur bis zur Drau, es wurde auch „Viertel zwischen Mur und Drau“ genannt. Sein Hauptort war zunächst Leibnitz, später Marburg.

### Peuerlhof
Im Nordosten des Ortes liegt das Gebiet des ehemaligen Peuerlhofes. Dieser Hof wird auf das 12. Jahrhundert zurückgeführt, er bestand aus einem viereckigen Gebäude, das durch eine Mauer und einen Graben geschützt war. Der Peuerlhof wird auch als „Hof zu Trag“, „Bäudlhof“, „Peierlhof“, alter „Beutelhof“ bezeichnet, er war Lehen der Pettauer, seine Herkunft von den Eppensteinern und Wildonern wird als wahrscheinlich gehalten. Seine Besitzer waren in der Umgebung reich begütert, sie waren im 14. Jahrhundert auch Verwalter und Burggrafen verschiedener Burgen im Lavanttal. Der spätere Bischof von Lavant Leonhard Peurl stammt vom Peuerlhof. Als 1470 Andreas Baumkircher gegen Schwanberg zog, soll der Hof vollständig niedergebrannt worden sein, er wurde aber rasch wieder aufgebaut und 1477 neuerlich verlehnt. Die Entwicklung des Besitzes ist eingehend dokumentiert, auch seine Ausstattung: Für die Rüstkammer des Peuerlhofes werden 1618 u. a. 18 Musketen, 103 „gemeine Rohr“ und 40 Spieße und Hellebarden erwähnt. 1622 wurde das Anwesen durch Christof von Galler erworben und mit der Herrschaft Schwanberg verbunden, wobei aber noch 1653 ein eigener Burgfried dokumentiert ist. Damit endet die eigenständige Geschichte der dann als „Gschloss Päuerlhof“ bezeichneten Anlage. Im 18. Jahrhundert wurde ihr Gelände an Bauernhöfe verteilt, die vollständige Abtragung wird für den Beginn des 19. Jahrhunderts angenommen. Das Baumaterial wurde wie bei ähnlichen Anlagen für andere Gebäude verwendet. Zur Lage des Peuerlhofes bestanden verschiedene Ansichten: In den Publikationen Robert Baravalles wird sein Standort am Steilhang des Stullneggbaches angenommen, später wurde jedoch belegt, dass der Hof nicht an der Straße nach Hollenegg lag, sondern an der Straße nach Mainsdorf, circa 300 Schritte südlich der Annenkapelle. Von der Anlage sind nur mehr Bodenunebenheiten erkennbar, bei einem Hausbau 1961 sollen Schlossmauern freigelegt worden sein.

### Almkrieg
Während des Mittelalters war die Grenze zwischen der Herrschaft Schwanberg, die vom Bistum Brixen an die Herren von Pettau verliehen worden war, und jener von Deutschlandsberg unklar, was immer wieder zu Streitigkeiten führte. Einer der langwierigsten Streitfälle dieser Art, der so genannte „Almkrieg“, entbrannte zu Beginn des 14. Jahrhunderts. Er währte rund zwei Jahrzehnte und forderte auf beiden Seiten zahlreiche Todesopfer. Während sich diese Auseinandersetzung aber im Wesentlichen auf die Almgebiete rund um Schwanberg und Deutschlandsberg beschränkte, wurden bei der Baumkircherfehde in der zweiten Hälfte des 15. Jahrhunderts auch der Markt Schwanberg und sein Umland schwer in Mitleidenschaft gezogen. Sowohl kaiserliche Söldner als auch die Söldner Baumkirchers plünderten und brandschatzten in und um Schwanberg.

### Amthof
Der Amthof von Schwanberg lag auf dem Gelände des späteren Kapuzinerklosters. Seine Errichtung wird in das 14. Jahrhundert datiert, in ihm wurde im 16. Jahrhundert die aus Graz vertriebene evangelische Stiftsschule untergebracht. 1681 brannte der Amthof ab, 1706 wurde sein bis dahin öde gelegenes Gelände den Kapuzinern geschenkt, die es zur Errichtung des Klosters verwendeten.

### Visitationen 1529, 1544/45
Die landesfürstliche Visitation 1529, die für die Pfarre am 19. und 20. Juni 1529 in Stainz stattfand, nennt als Pfarrer Herrn Niclas Graff, der die Pfarre mit zwei Gsellpriestern und einem Benefiziaten betreut und Streitigkeiten über Abgaben mit den Spangsteinern, die damals die Herrschaft Schwanberg besaßen, anzeigt. Die Zahl der Kommunionbesucher wird mit 700 angegeben. Die Visitation 1544/45 behandelte die Pfarre unter „Pharr Sant Johans des Gottsthauffers zu Schwamberg“: Lehensherr sei die römisch kaiserliche Majestät gewesen, die aber 1479 durch einen Tausch mit dem Bischof von Seckau die Pfarre St. Andrä bei Graz erhalten habe und nun sei der Bischof Lehensherr. Als Confirmator (Firmspender) wird der Bischof von Lavant genannt. Als „Comunicanten“ werden wie bisher etwa 700 Personen angegeben. „Sant Anna“ (Unterfresen, 1498 genannt) wird als Filiale angeführt.

### Protestantismus und Gegenreformation
Im 16. Jahrhundert verbreiteten sich die Lehren Martin Luthers auch in der Steiermark. In der Weststeiermark hatte der Protestantismus viele Anhänger, so die Grafen von Galler auf Schloss Schwanberg. Wilhelm Galler hatte ein protestantisches Bethaus, einen Friedhof und im Amthof ein Pädagogikum (Stiftsschule) für protestantische Adelige errichten lassen. Die Bekämpfung der Protestanten war Ziel des Landesherrn Erzherzog Ferdinand. Mit der Durchführung der Gegenreformation in diesem Gebiet war der Probst des Stiftes Stainz, Jakob Rosolenz, beauftragt worden. Am Tag Mariä Lichtmess 1600 erschien eine Kommission, vor der die Bevölkerung den lutherischen Lehren abzuschwören hatte. Die Pfarre wurde wieder einem katholisch orientierten Priester übergeben, lutherische Bücher und Schriften waren abzuliefern und wurden verbrannt. Die evangelischen Friedhöfe beim Amthof und beim Brendlhof, das Bethaus und die Schule wurden zerstört, Widerstand niedergeschlagen. Der Sohn der Gräfin Galler, Georg, wurde dabei schwer verletzt und starb auf der Flucht am Eingang der Schwanberger Brendlhütte⊙. Die Sage „Der Ketzerbub von Schwanberg“ schildert diese Situation. Seit dieser Zeit soll der Geist der Gräfin im Gebiet der Schwanberger Brendl umherstreifen.

### Justiz im 17. Jahrhundert
In Schwanberg bestand damals ein Marktgericht. 1687 verurteilte man eine Bettlerin wegen „Pestmacherei“ zum Tod durch das Schwert, weil in dem Haus, in dem sie übernachtet hatte, zwei Personen an der Pest erkrankten. Bereits 1658 wurden zwei Bänkelsänger ebenfalls wegen angeblicher „Pestmacherei“ auf der Straße nach Leibnitz überfallen und erschlagen. 1661 wurde ein Mann vom Bannrichter Dr. Guisinger verurteilt, weil er angeblich mit dem Teufel im Bunde stand. Dieses Urteil wurde aber vom Landgericht in Leibnitz nicht bestätigt, wo damals Franz von Stubenberg kaiserlicher Kommissär war.

### Begrabene Pest
Vom 14. bis zum 18. Jahrhundert wurde der Ort mehrmals von der Pest heimgesucht. Das Erlöschen der Seuche wurde in mehreren Sagen dahin verarbeitet, dass die Pest begraben oder in Kellern eingesperrt worden wäre. Einer dieser Orte soll der ehemalige Standort der alten Schwanberger Burg, der Tanzboden (auch als Vogeltenne bezeichnet), gewesen sein. Auf ihm soll die Pest durch Gebete in ein kleines Glöckchen verwandelt worden sein, das auf den Tanzboden flog, wo es in eine Hütte mit betrunkenen Zechern flog und mitsamt den Betrunkenen in der Erde versank. Nach einer anderen Sage hätte sich die Pest in ein Rauchwölkchen verwandelt, das in einen großen Keller eingedrungen und die dort anwesenden Trunkenbolde mit verschüttet habe. Dieser Platz sei unter der Pestsäule des Ortes gewesen.

### 18. und 19. Jahrhundert
Die Lebensumstände des Fahrenden Volkes bzw. der Angehörigen mancher Unehrlichen Berufe, somit der sogenannten „unteren Gesellschaftsschichten“ im 18. Jahrhundert sind aus einigen Veröffentlichungen aus den Jahren 1711 und 1713 erkennbar. Angehörigen dieser Personengruppen wurde oft Delinquenz nachgesagt und mit schweren Strafen bis hin zur Todesstrafe begegnet, was auch die einschlägigen Fahndungsprotokolle belegen. Am 1. Februar 1712 wurden in Schwanberg drei Männer hingerichtet, Bartlmä Pichler, Josef Pichler und Lorenz Straßer, bei denen u. a. 14 Tabakdosen, drei Terzerole, 71/2 Ellen Leinwand und zusammen neben anderem Bargeld 492 Gulden gefunden worden waren. Ein polizeiliches Manifest berichtet 1713 weiters von der Erhängung von Königführer Joseph und Crämer-Bärthl in Schwanberg.
Einquartierte Soldaten eines starhembergischen Regiments lösten mit den Bewohnern des Ortes durch Stänkereien und Trunksucht immer wieder kleine Scharmützel aus, die in Prügeleien samt entsprechenden Strafen mündeten.
Schwanberg und seine Umgebung lagen ab 1748 im damals neu eingerichteten Marburger Kreis des Herzogtums Steiermark. Ab 1770, der ersten Personen- und Häusererfassung in Österreich, wurden Häuser und Menschen aus dem Gebiet von Schwanberg in Numerierungsabschnitten selbständig erfasst (Konskriptionsgemeinden). Diese Abschnitte waren Wiel (St. Anna), Fresen, Garanas, Gressenberg, Rostock, Mainsdorf, Schwanberg und Kerschbaum. Aus diesen Abschnitten entwickelten sich noch unter Joseph II. die „Steuergemeinden“, in weiterer Folge die Katastralgemeinden des Franziszeischen Katasters.
Für den Herbst 1816 wird das Auftreten von Wölfen und der Abschuss eines Bären berichtet. Die beiden Wölfe hatten eine Schafherde überfallen und konnten vom Hüterbuben verjagt werden. Der Bär hatte 15 Jahre lang unter den Viehbeständen gewütet, ehe er im Garanaser Wald aufgespürt und auf der Sucha-Alm ⊙ erlegt werden konnte. Er wird als ca. 30 Jahre alt und mit einem Gewicht von ca. 180 kg beschrieben; das Tier wurde ausgestopft und im Joanneum ausgestellt.
Die Numerierungsabschnitte wurden in Werbbezirken zusammengefasst (abgeleitet vom Anwerben von Personen für den Militärdienst). Schwanberg war ein solcher Werbbezirk. Nach 1826 kommt zu ihm auch der Werbbezirk Hollenegg. Die Zugehörigkeit der Numerierungsabschnitte zu den Werbbezirken wechselte mehrfach. Der Werbbezirk Schwanberg umfasste im Jahre 1770 3702 Personen (Seelen) und 7 Numerierungsabschnitte (einen weiteren teilweise), 1782: 3362 Personen, 1812: 2259 (nach einer anderen Quelle 2276) Personen und im Jahre 1846 zehn Katastralgemeinden mit 3173 Personen. Benachbarte Werbbezirke waren Landsberg, Hollenegg, Eibiswald und Welsbergl.

### Holzschleife
Dieser Betrieb lieferte Rohstoffe für die Papierfabrik in Deutschlandsberg. Er war später Teil der Papierfabrik Guggenbach bei Übelbach. Das Werk lag an der Straße Richtung Garanas ⊙. Es wurde dort durch Zerschleifen von Holz ein Rohmaterial für die Papierfabrikation erzeugt, der Holzschliff. Das Werk wurde zunächst durch ein Wasserrad, ab 1912 durch zwei Francis-Turbinen betrieben, die je einen Schleifstein antrieben. Als Rohstoff wurde vorwiegend Fichtenholz verwendet. In der Zwischenkriegszeit wurde als Kraftquelle eine Dampfmaschine, Mitte der 1950er-Jahre ein Elektromotor installiert. Um 1970 war das Unternehmen insolvent, ab 1973 wurde es zu einem Kleinkraftwerk umgebaut und der Elektromotor als Generator verwendet.

### 20. Jahrhundert
Der Westen von Schwanberg gehörte zu Beginn des 20. Jahrhunderts zum Operationsgebiet des Räubers und Gewalttäters Philipp Eberl. Weiteres Aufsehen erregte im August 1935 ein Strafverfahren vor dem Schwurgericht Graz über das „Mordkomplott von Neuberg“, in dem die Angeklagten freigesprochen worden waren. Der im Verfahren verfolgte Mord an einem 75-Jährigen, an dessen Tod die Angeklagten Interesse gezeigt hatten (sie wollten dessen Wohnstätte übernehmen) blieb trotz einiger Indizien unaufgeklärt.
Vom Bahnhof Schwanberg führte eine schmalspurige Werksbahn zu den Kohlebergwerken in Kalkgrub im Süden des Ortes, im Ortsteil Limberg der Gemeinde Wies (bis 2015 Gemeinde Limberg). Diese Bahn war die erste Strecke, auf der normalspurige Güterwagen auf Rollwagen transportiert wurden.
Während des nationalsozialistischen Juliputsches im Jahr 1934 wurde der Gendarmerieposten des Marktes, wohin sich auch die Angehörigen der auf Seite der Regierung stehenden Wehrverbände geflüchtet hatten, von einem 200 bis 300 Köpfe zählenden nationalsozialistisch gesinnten Mob regelrecht belagert. Zuvor, in den frühen Abendstunden, war es im Marktgebiet zu mehreren Schusswechseln gekommen, wobei der Sohn des nationalsozialistischen Ortsgruppenleiters von einem Wehrverbandsangehörigen erschossen worden war. In den Morgenstunden des 26. Juli 1934 erzwangen die Nationalsozialisten schließlich die Übergabe des Gendarmeriepostens. Nach dem Zusammenbruch des Putsches wurden 74 Personen wegen Beteiligung an demselben verhaftet, eine unbekannte Anzahl weiterer flüchtete über Jugoslawien ins Deutsche Reich.

## Kultur und Sehenswürdigkeiten

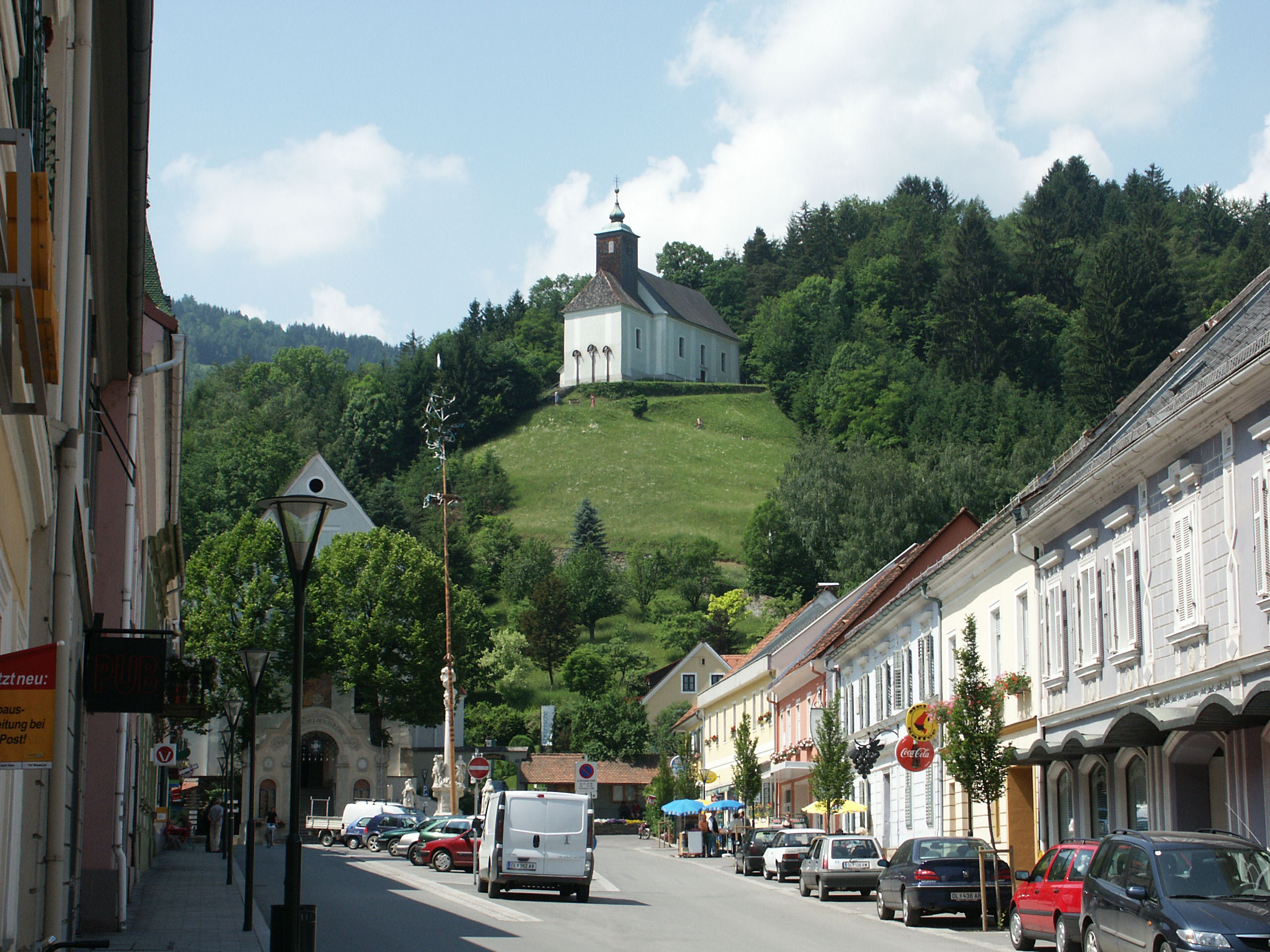
Blick vom Hauptplatz zur Josefikirche

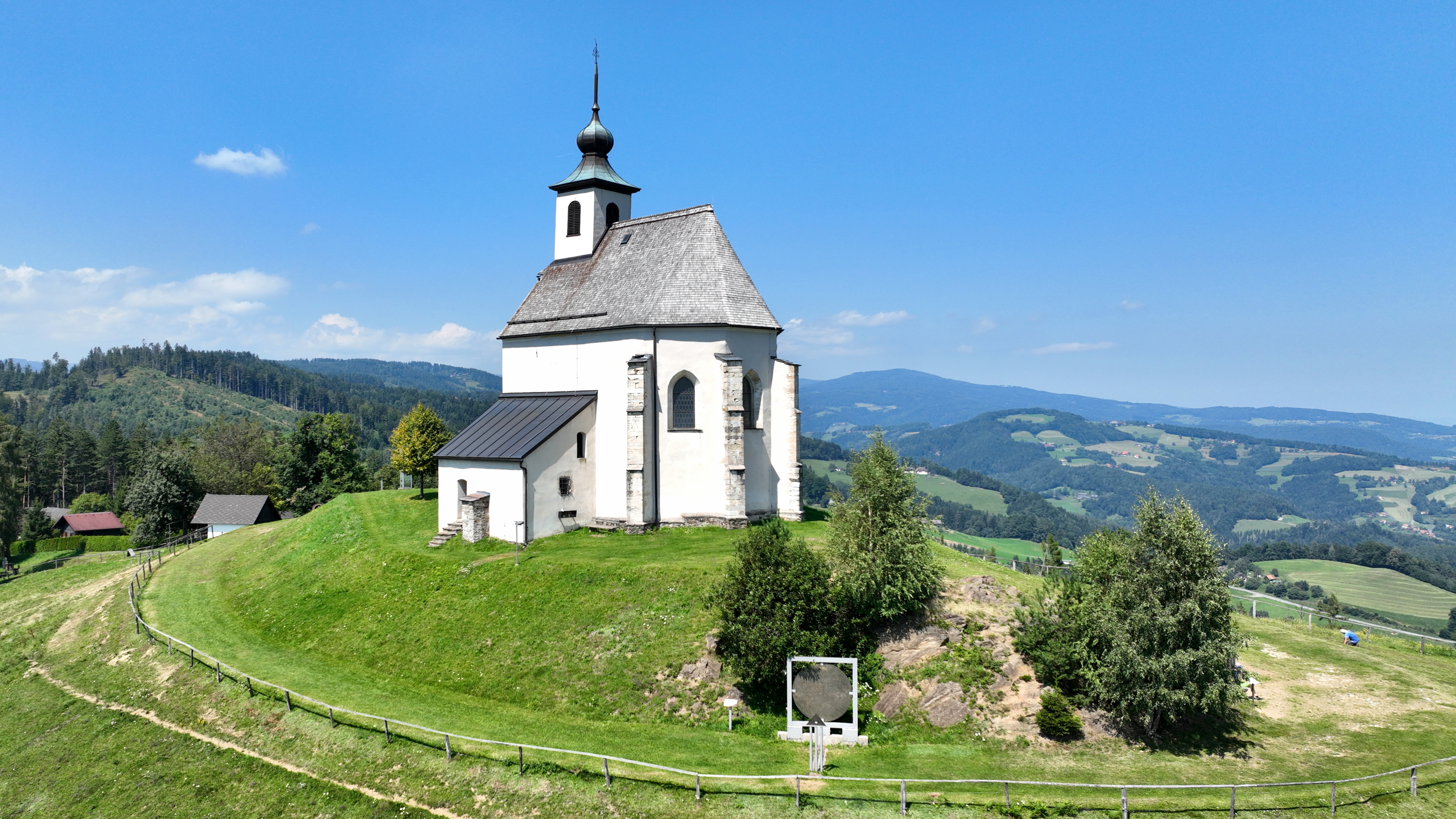
Filialkirche Hl. Wolfgang ob Hollenegg

- Schloss Schwanberg: Das Schloss Schwanberg liegt auf einem westlich gelegenen Berg weit über dem Ort. Die vom Geschlecht der Pettauer im 11. und 12. Jahrhundert erbaute sogenannte „erste Burg“ wurde auf Befehl des Böhmenkönigs Ottokar im Jahre 1269 zerstört. Einige Jahre danach begann der Wiederaufbau der Burg durch die Pettauer (12. bis 14. Jahrhundert). Das Schloss wurde im Jahre 1581 in seiner heutigen Form fertiggestellt. Vom 14. bis zum 17. Jahrhundert herrschten die Galler, anschließend die Saurauer (unter ihnen Franz Josef Graf Saurau) bis zum Jahre 1822. Das Schloss und die Ländereien waren darauf im Besitz der Liechtensteiner, von denen es 1891 vom Land Steiermark gekauft wurde. Von 1892 bis Juli 2015 dienten die Gebäude als Pflegeanstalt für chronisch Kranke.[45]
- Schloss Hollenegg mit der mittig im zweiten Hof stehenden Pfarrkirche Hollenegg befindet sich im gleichnamigen Ortsteil Hollenegg, seine Lage ist bereits durch eine Turmburg aus dem Mittelalter belegt.
- Pfarrkirche Schwanberg: Die Pfarrkirche in Bad Schwanberg war ursprünglich eine Kapelle, durch die Erhebung Schwanbergs zur Pfarre im Jahre 1244 wurde sie zur Pfarrkirche, deren romanische Anlage im Kern erhalten ist.[8] Die Erbauer der Kirche waren die Schlossherren von Spangstein.
- Josefikirche Schwanberg: Maria Theresia erklärte den Hl. Josef im Jahre 1771 zum Landespatron der Steiermark und von Tirol. Es entstand eine große Anzahl von Andachtsstätten und Wallfahrtskirchen, die dem Heiligen geweiht waren. Die einzige verbliebene Wallfahrtskirche dieser Art ist die Josefikirche in Bad Schwanberg. Nach dem Zweiten Weltkrieg befand sich die Josefikirche in einem bedrohlichen Bauzustand. Pfarrer Alois Polaschek hatte sich zum Ziel gesetzt, die Josefikirche der Nachwelt zu erhalten. Um einen Gegenwartsbezug herzustellen, sollte die Freskierung des Innenraumes erfolgen. Im Jahr 1957 erhielt der Künstler Jakob Laub den Auftrag, die Josefikirche mit Fresken der Heilsgeschichte auszumalen. Mit längeren Unterbrechungen wurden die Fresken 1960 (Gewölbe) und 1981 (Seitenwände), vollständig erst 1995, unter sechsjähriger geistiger und materieller Betreuung durch den neuen Pfarrer Anton Lierzer fertig gestellt. Die Josefikirche gilt als weithin sichtbares Wahrzeichen des Ortes. Früher stand an der Stelle ein Wachturm, die Wächter gaben bei Annäherung des Feindes Alarm. Unter Einbeziehung der Reste des Turmes wurde später die Kirche zum „Heiligen Josef“ erbaut. Zu der über dem Ort gelegenen Kirche führt ein Kreuzweg.[8]
- Klosterkirche Schwanberg: Das Kloster mit Klosterkirche wurde von den Kapuzinern errichtet, nachdem ihnen im Jahr 1706 das Grundstück mit der Brandruine einer ehemaligen Stiftsschule vom Grazer Statthalter Graf Falbenhaupt geschenkt worden war. 1968 wurde der Klosterbetrieb eingestellt, 1970 verkaufte es der Orden samt dem Grundstück und der Kirche der Moorbadgesellschaft, die seit 1973 das Heilmoorbad Schwanberg betreibt.
- Wolfgangikirche: Ein weithin sichtbare spätgotische Kirche bei Hollenegg.
- Brendlhof: Der nördlich von Bad Schwanberg gelegene Brendlhof ⊙ war im 17. Jahrhundert ein protestantisches Bethaus mit einem dazugehörigen Friedhof. Sein Name deutet auf die Almwirtschaft bei der Brendlhütte hin, von der das Vieh der Alm im Winter im Brendlhof in der nähe des Ortes untergebracht war. Im Brendlhof befinden sich Ausstellungsräume, die u. a. ein Bauernmuseum enthalten. Bei Grabungsarbeiten wurden Knochenreste des früheren Friedhofes gefunden. Im Südtrakt befindet sich eine wertvolle Stuckaturdecke mit Engelsköpfen. Das Anwesen wurde als „Brendlhof zum Steirer“ zeitweise als Heurigenbetrieb (Buschenschank) geführt. Erzählungen über Geisterscheinungen führten dazu, dass in der Nacht von Mi., den 30., auf Do., den 31. Juli 2025 eine Gruppe von Mitarbeitern eines Radiosenders im ehemaligen Betraum übernachtete, was dann als Teil der Sendereihe „Gruselwochenende“ verwendet wurde.[46]  Dabei soll es zu unheimlichen Begebenheiten gekommen sein, was durch Zeugen früherer angeblicher Vorfälle untermauert wurde. Eine Energetikerin erhielt den Auftrag, Gebäude und Gelände zu säubern[47] und bestätigte, dabei erfolgreich gewesen zu sein.[48]
- Greißlermuseum: Das private Greißlermuseum entstand aus dem Inventar von sechs kleinen Lebensmittelläden. Auf einer 800 m² großen Ausstellungsfläche im sogenannten „Rikerhof“ werden Gegenstände des Kleinhandels und Antiquitäten aus vergangener Zeit ausgestellt und teilweise auch verkauft.
- Lebensschmiede: In der „Lebensschmiede“, einem 200 Jahre alten, original restaurierten Anwesen, stellen ansässige Künstler ihre Arbeiten aus.

### Natur- und Landschaftsschutzgebiete
- Naturschutzgebiet: Das Gebiet östlich des Speikkogels mit dem Seekar und dem Bärental ist Naturschutzgebiet. Das geschützte Gebiet umfasst die Quellgebiete des Seebaches, Payerlbaches, Karbaches und der Schwarzen Sulm, in ihm liegt ein Verbreitungsgebiet der Gießbach Gemswurz (Doronicum cataractarum), die nur auf der Koralpe vorkommt.[49]
- Landschaftsschutzgebiet: Alpine Bereiche am Osthang der Koralpe (die teilweise auch zum Naturschutzgebiet Seekar-Bärental gehören) im Westen von Bad Schwanberg sind als Landschaftsschutzgebiet (LSG-01) geschützt. Der Schutz bewirkt die Erhaltung der natürlichen Landschaftselemente und die Bewahrung der Charakteristik der landwirtschaftlich geprägten Kulturlandschaft, insbesondere die Erhaltung der Landschaftselemente wie alpine Matten, Kampfwaldzonen, Schuttfluren, Krummholzbestände, natürliche Fließgewässer mit ihrer Begleitvegetation und Lebensräume der wild lebenden Tier- und Pflanzenarten.[50]

## Wirtschaft und Infrastruktur

### Berufspendler
Bad Schwanberg ist eine Pendlergemeinde. Von den rund 2250 Erwerbstätigen (Stand 2011), die in der Gemeinde wohnten, arbeiteten 600 in der Gemeinde und 1650 pendelten aus. Aus der Umgebung kamen 450 Menschen, um in Bad Schwanberg zu arbeiten.

### Tourismus
Die Gemeinde bildet gemeinsam mit St. Martin im Sulmtal und St. Peter im Sulmtal den Tourismusverband „Sulmtal-Koralm“. Dessen Sitz ist in Bad Schwanberg.
In der Gemeinde gibt es zahlreiche Wanderwege, unter anderem verläuft hier der Steirische Mariazellerweg von Eibiswald nach Mariazell.

### Gesundheit
- Heilmoorbad Schwanberg: Das ehemalige Kapuzinerkloster ⊙ wird seit 1973 als Heilmoorbad genutzt. Grundlage für die Kuranwendungen bilden die Produkte aus dem Hochmoor ⊙ von Garanas. Die Indikationen für eine Kur liegen in allen Erkrankungen des rheumatischen Formenkreises.[53]

- 1889 wurde von einer kleinen „Eisenquelle“ in Schwanberg berichtet, die für Bäder genutzt wurde. Ihr Wasser enthielt nur sehr wenig gelöste feste Stoffe und Kohlensäure, wohl aber einen hohen Eisengehalt von 12,79 mg/l. Die Badeanstalt befand sich an der Adresse Sulmstraße 10 ⊙, sie wurde 1929 generalsaniert und das Bad nach der Gattin des Besitzers „Amalienbad“ genannt.[54]

Das Bad wurde 1938 aufgelassen, da die Quelle im Zuge des Baues der Straße nach St. Anna versiegte. Die Quelle soll am Fuß des Mörthkogels gelegen und über Rohre zur Badeanstalt geleitet worden sein. 1959 wurde versucht, die Quelle neuerlich zu finden, das war nicht erfolgreich, nur bei einer Quelle konnte ein geringer Eisengehalt festgestellt werden, der aber zu gering war, um eine Heilquelle zu bilden.

### Bildung
- 2 Kindergärten
- 3 Volksschulen
- Neue Mittelschule[56]

## Politik

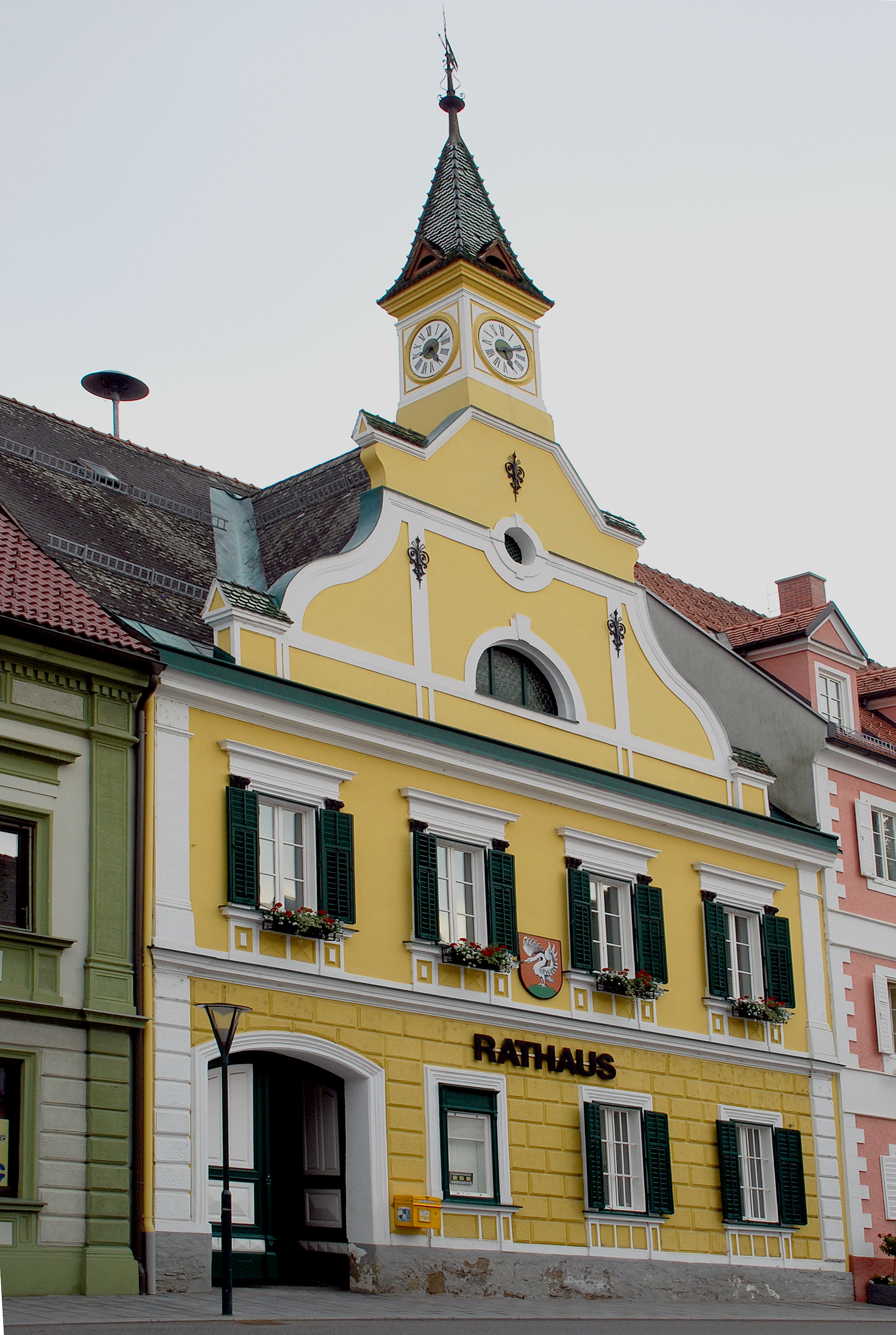
Rathaus von Bad Schwanberg

### Gemeinderat
Der Gemeinderat bestand bis Ende 2014 aus 15 Mitgliedern. Nach der Gemeindefusion im Zuge der steiermärkischen Gemeindestrukturreform besteht der Gemeinderat aus 21 Mitgliedern.
- Mit den Gemeinderatswahlen in der Steiermark 2000 hatte der Gemeinderat folgende Verteilung: 8 ÖVP, 4 SPÖ und 3 FPÖ.
- Mit den Gemeinderatswahlen in der Steiermark 2005 hatte der Gemeinderat folgende Verteilung: 8 ÖVP, 6 SPÖ und 1 FPÖ.[57]
- Mit den Gemeinderatswahlen in der Steiermark 2010 hatte der Gemeinderat folgende Verteilung: 12 ÖVP und 3 SPÖ.[58]
- Mit den Gemeinderatswahlen in der Steiermark 2015 hatte der Gemeinderat folgende Verteilung: 14 ÖVP, 4 SPÖ und 3 FPÖ.[59]
- Mit den Gemeinderatswahlen in der Steiermark 2020 hat der Gemeinderat folgende Verteilung: 14 ÖVP, 4 SPÖ und 3 FPÖ.[60]

### Bürgermeister
- bis 2008 Josef Krasser (ÖVP)
- seit 2008 Karlheinz Schuster (ÖVP)

### Wappen

Wappen der Vorgängergemeinden
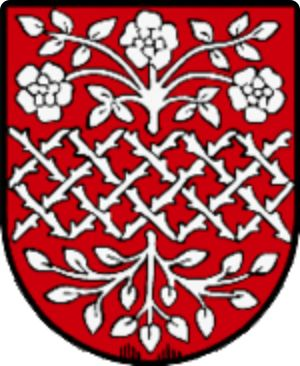
Garanas
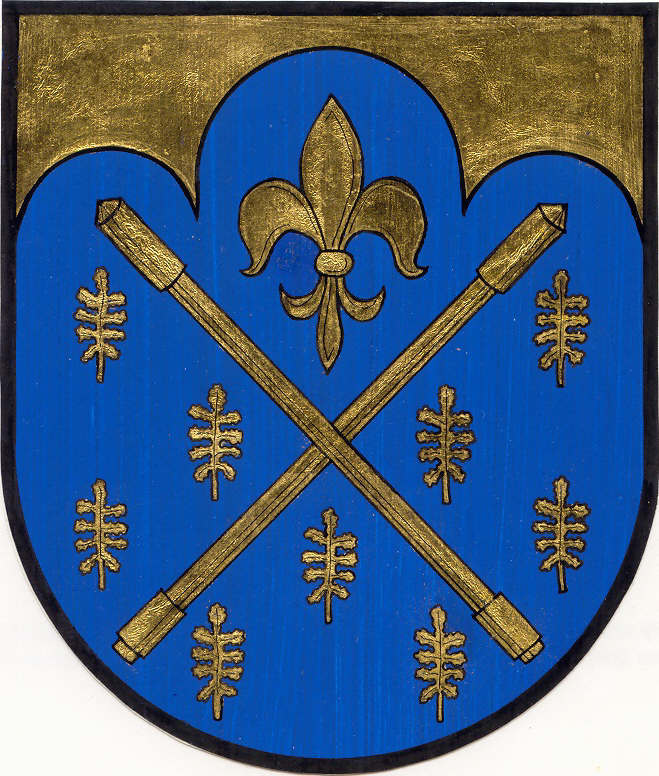
Gressenberg
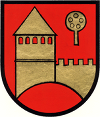
Hollenegg
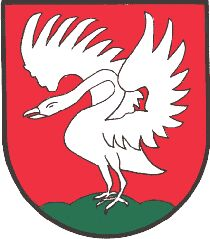
Schwanberg

Alle vier Vorgängergemeinden hatten ein Gemeindewappen. Wegen der Gemeindezusammenlegung verloren diese mit 1. Jänner 2015 ihre offizielle Gültigkeit. Die Neuverleihung des Gemeindewappens für die Fusionsgemeinde erfolgte bisher nicht.
Infos zu den Wappen der Vorgängergemeinden
- Garanas: Im Mittelalter wurde in Kriegszeiten der Weg über die Koralpe mit Holz und Dornengestrüpp versperrt, deshalb ist in der Mitte des Wappens Gestrüpp dargestellt. Der Ortsname „Garanas“ kommt aus dem Altslawischen und bedeutete ursprünglich „heckenumfriedeter, dornenbewehrter Ort“. Als das Land besiedelt wurde, mussten die Bauern die Birken ausreißen, im oberen und im unteren Teil des Wappens sind diese Büsche dargestellt. Weil der Name Garanas in Österreich einzigartig ist, wurden dem oberen Teil des Gestrüpps drei Blüten hinzugefügt. Die Farben des Wappens symbolisieren die mittelalterlichen Landbesitzer: Die Bischöfe von Salzburg und Brixen.
- Gressenberg: Das Wappen stellt auf einem blauen Schild zwei schräg übereinander gekreuzte, goldene Glasmacherpfeifen dar. In das goldene Schildhaupt ragen drei Berge, wobei die mittlere Kuppe mit einer goldenen Lilie belegt ist. Der restliche blaue Wappenteil ist mit goldenen Kresseblättern bestreut. Die Verleihung des Gemeindewappens erfolgte mit Wirkung vom 1. Oktober 1989.[61] Die Blasonierung lautete: „Schräg gekreuzt zwei goldene Glasmacherpfeifen auf blauem, in das goldene Schildhaupt ragenden Dreiberg, dessen Mittelkuppe mit einer goldenen Lilie belegt, sonst aber mit goldenen Kressenblättern bestreut ist.“
- Hollenegg: Die Gemeinde ging aus dem fast geschlossenem Hollenegger Herrschaftsgebiet hervor, dessen letzter Herr regierender Fürst von Liechtenstein war. Die Farben dieses Hauses (Gold-Rot), die auch die Farben der von Hollenegg waren, eignete sich die Gemeinde an, das kunstgeschichtlich bedeutsame Schloss wurde ihr Zeichen. Das Beizeichen, die sogenannte „Dalkenpfanne“, die weder eine solche, noch ein Zählbrett war, sondern zur Zeit der Wappenannahme durch die Hollenegger eine Holunderblüte, soll volkstümlich wie einst redend auf Hollenegg anspielen.

Die Verleihung des Gemeindewappens erfolgte mit Wirkung vom 1. Juli 1979, die Blasonierung (Wappenbeschreibung) lautete: „Im roten Schild auf rotem Hügel rechts gerückt ein goldener Rundturm mit zwei durch eine Lisene gegliederten Geschossen sowie Spitzdach und fünf rundbogigen, offenen Fenstern in der oberen Hälfte des Obergeschosses; an den Turm stößt eine vom linken Schildrand ausgehende goldene Zinnenmauer, die von einer goldenen Dalkenpfanne überhöht wird.“
- Schwanberg: 1243 wurde ein Heinrich und 1255 ein „Chunrad von Suanberch“ genannt. In ihrem Wappen trugen sie einen „wilden Schwan“. Die Wappenverleihung ist nicht urkundlich bekannt.

## Persönlichkeiten

### Ehrenbürger
- 1973: Friedrich Niederl (1920–2012), Landeshauptmann der Steiermark 1971–1980[63]
- 1985: Josef Krainer (1930–2016), Landeshauptmann der Steiermark 1980–1996[64]
- 1986: Franz Hasiba (* 1932), Landesrat[65]
- 2006: Otto Schenk (1930–2025), Schauspieler, Kabarettist, Regisseur und Intendant.[66]
- … Herbert Brandl (1959–2025), Maler.[67]

### Söhne und Töchter der Gemeinde
- Andreas Töpper (* 10. November 1786 in Schwanberg; † 27. April 1872 in Scheibbs), Industrieller
- Ignaz Hofer (* 15. Juni 1790 in Schwanberg; † 2. August 1862 in Graz), Maler und Grafiker
- Wilhelm Gericke (* 18. Mai 1845 in Schwanberg; † 27. Oktober 1925 in Wien), Dirigent in Wien und Boston
- Georg Resch (* 10. April 1892 in Schwanberg; † 7. November 1952 ebenda), Politiker der ÖVP, Abgeordneter zum Steiermärkischen Landtag 1930–1934, 1945–1949, Mitglied des Bundesrates 1949–1952

### Mit der Gemeinde verbundene Persönlichkeiten
- Samuel Leopold Schenk (* 23. August 1840 in Ürmény; † 17. August 1902 in Schwanberg), Embryologe
- Ernst Mally (* 11. Oktober 1879 in Krainburg; † 8. März 1944 in Schwanberg), Philosoph
- Ludwig Mooslechner (* 20. August 1910; † 10. April 1945), Arzt und Widerstandskämpfer gegen den Nationalsozialismus
- Olga Neuwirth (* 4. August 1968 in Graz, aufgewachsen[68] in Schwanberg), Komponistin, Musikerin, 2010: Österreichischer Staatspreis für Musik

## Historische Landkarten

Das Gebiet von Schwanberg in den Landesaufnahmen in der Zeit von ca. 1789 bis 1910
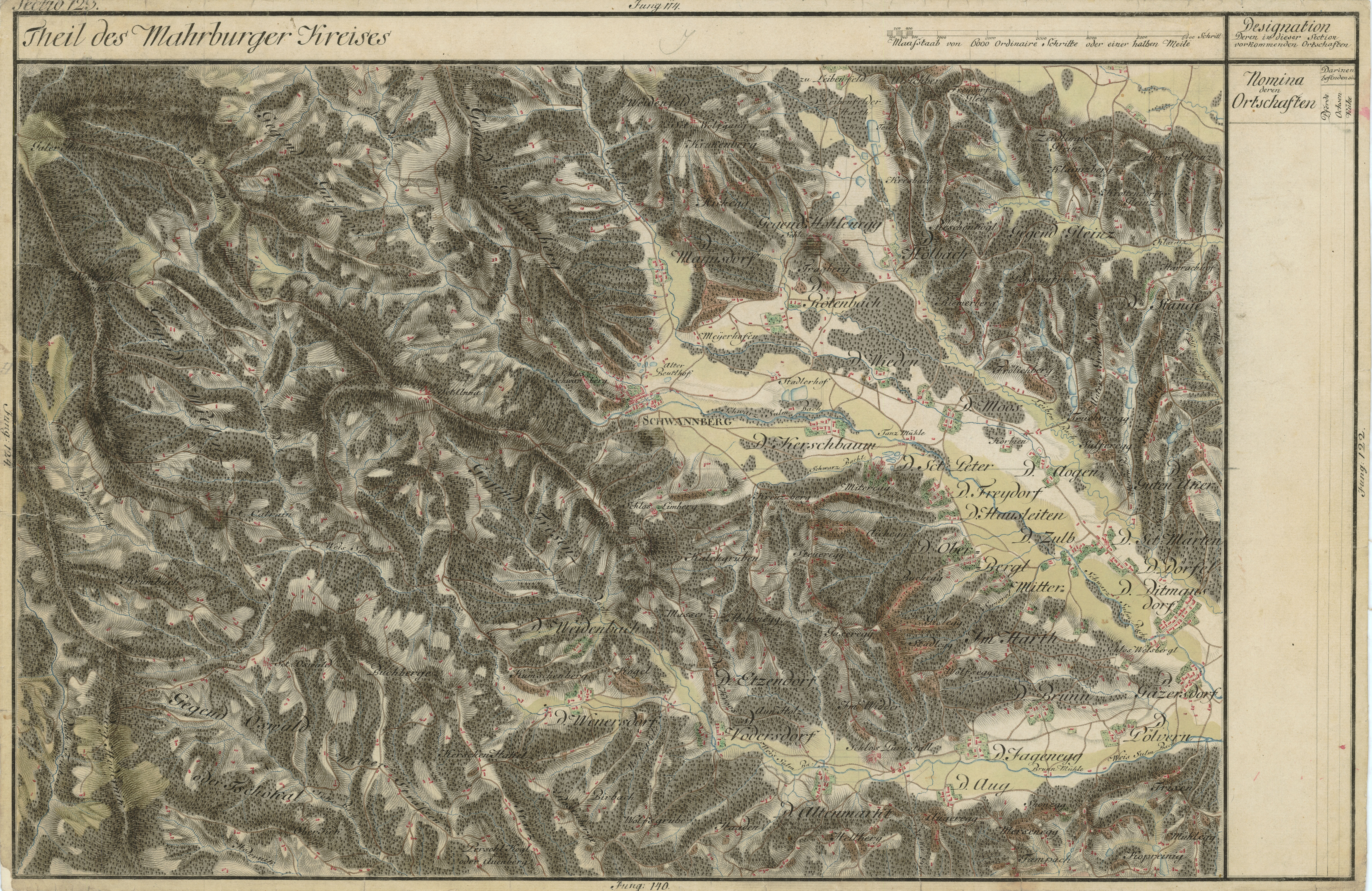
Josephinische Landesaufnahme, um 1790
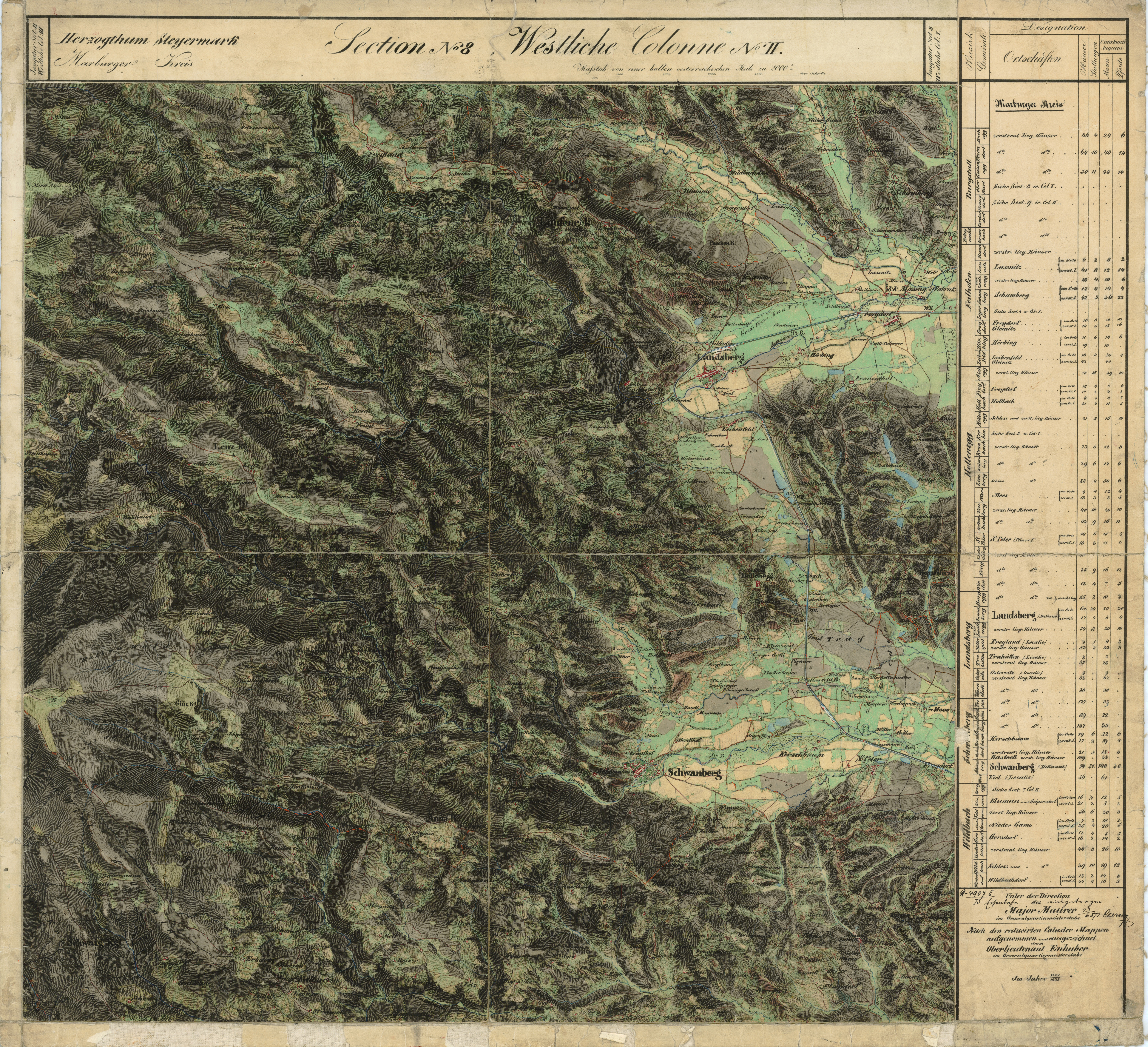
Franziszeische Landesaufnahme, ca. 1835 (Schwanberg und Deutschlandsberg)
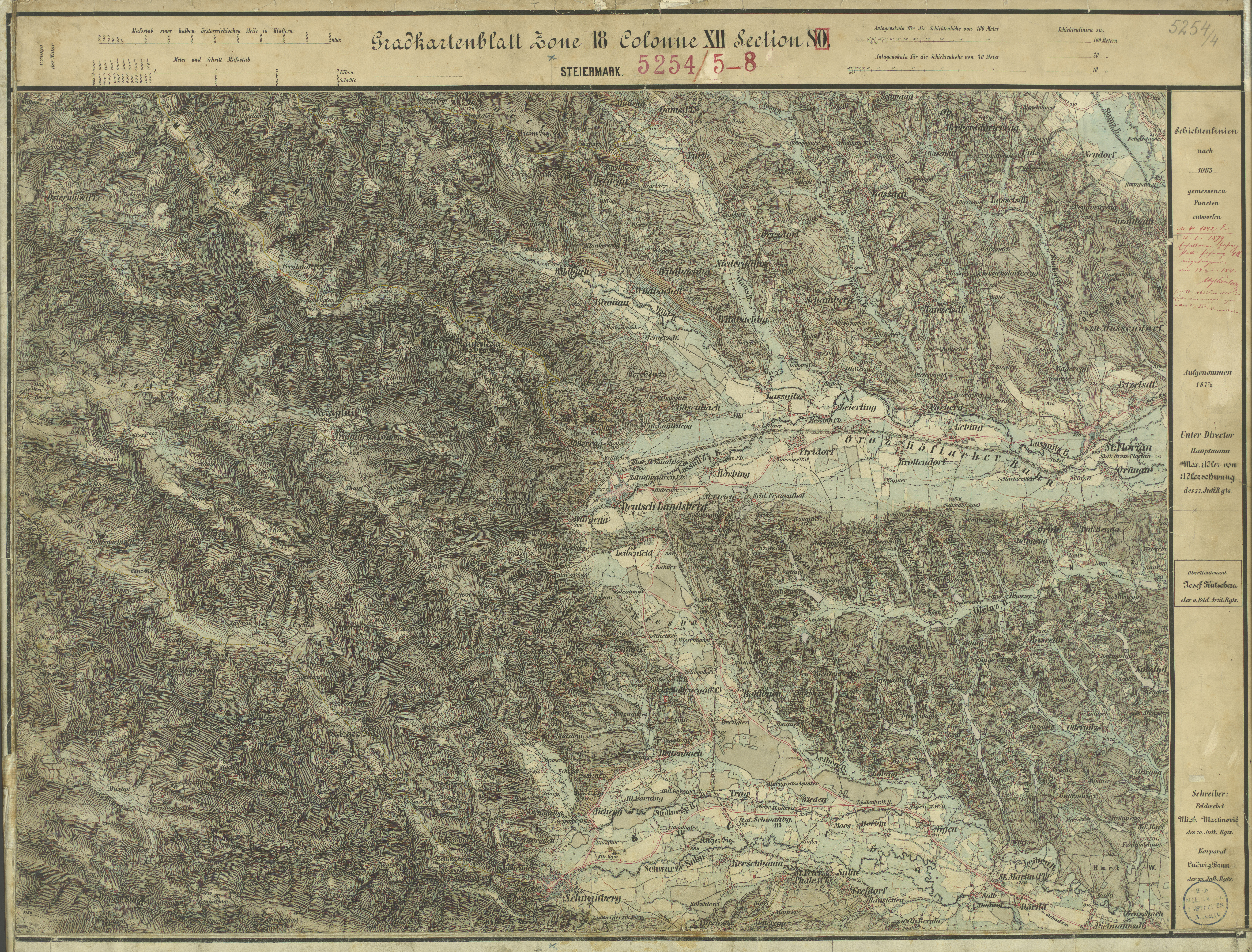
Aufnahmeblatt 1:25.000, um 1878
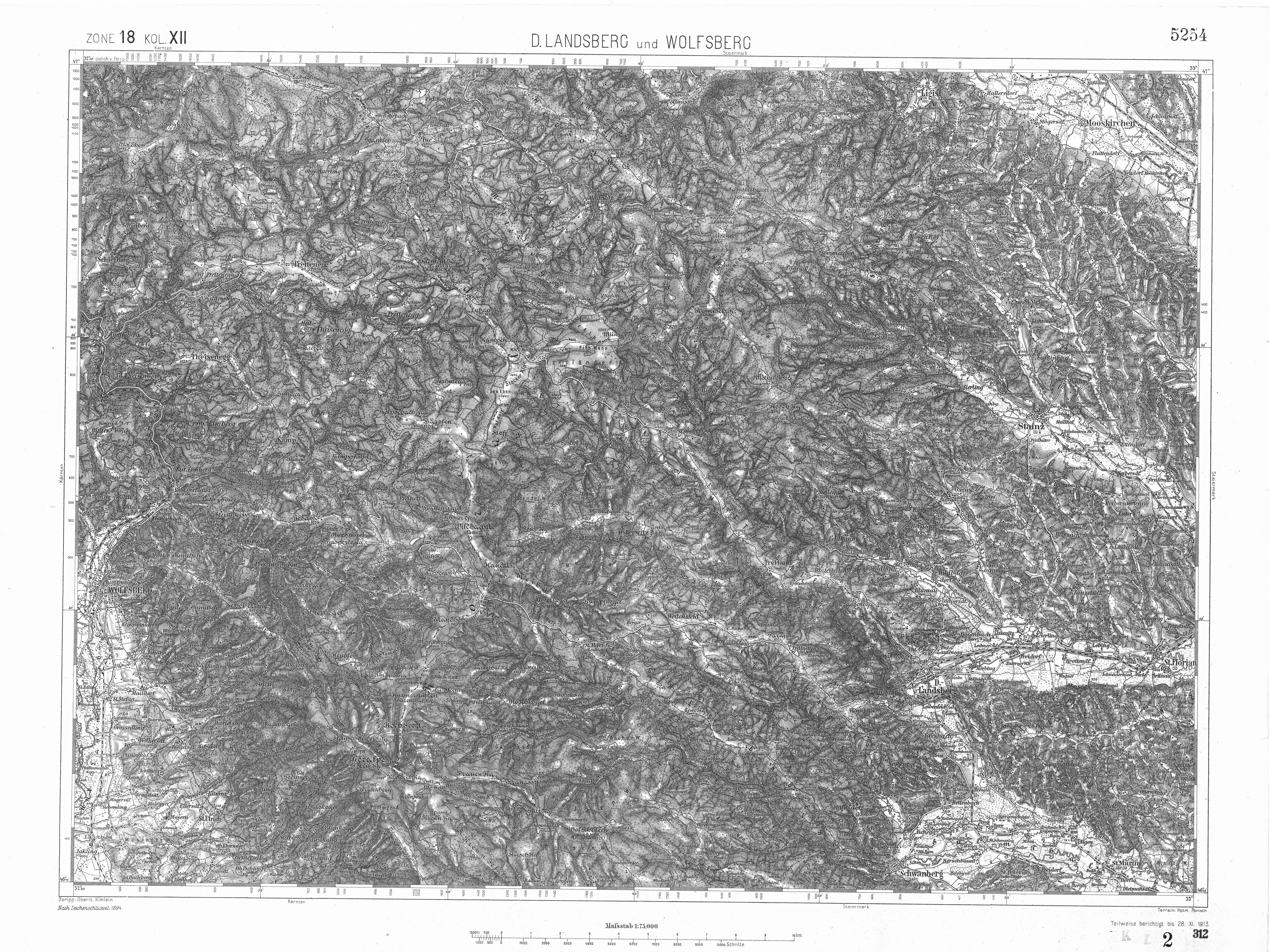
franzisco-josephinische Landesaufnahme, ca. 1910